# Paradise, Texas
Paradise, Texas es una película de 2005 dirigida por Lorraine Senna y protagonizada por Timothy Bottoms, Ben Estus, y Meredith Baxter. Se estrenó en el Festival de Cine WorldFest 2006. 

## Producción
La película estuvo dirigida por Lorraine Senna y escrita por Joe Conway, Tom Asina y Stephen Brian Dowdall. La película se estrenó en el Centro de Cine Angelika el 21 de abril de 2006, y estuvo una semana allí. La película fue lanzada a DVD el 27 de octubre de 2006.

## Repceción
Ganó un premio Gold Remi en el Festival de Cine WorldFest 2006. Recibió varias críticas. 

## Elenco
- Timothy Bottoms como Mack Cameron.
- Ben Estus como CJ Kinney.
- Meredith Baxter como Liz Cameron.
- Sheryl Lee como Betsy Kinney.
- Polly Bergen como Beverly Cameron.
- Rider Strong como Charlie.
- Brandon Smith como Cal Kinney.
- Connie Cooper como Martha Neering.
- Dylan Michael Patton como Tyler Cameron..
- Emilio Mazur como Joe Cameron.
- Dallas Kiser como Melody Kinney.
- J. Pittman McGehee.[3]